# Henri Ier de Montmorency
Pour les autres membres de la famille, voir famille Montmorency.
Pour les articles homonymes, voir Henri et Henri Ier.
Henri Ier de Montmorency, duc de Montmorency, né le 15 juin 1534 à Chantilly et mort le 2 avril 1614 à Pézenas, est un noble français, deuxième fils du connétable Anne de Montmorency et de Madeleine de Savoie. Il est connétable de France et gouverneur du Languedoc pendant cinquante et un ans.

## Biographie

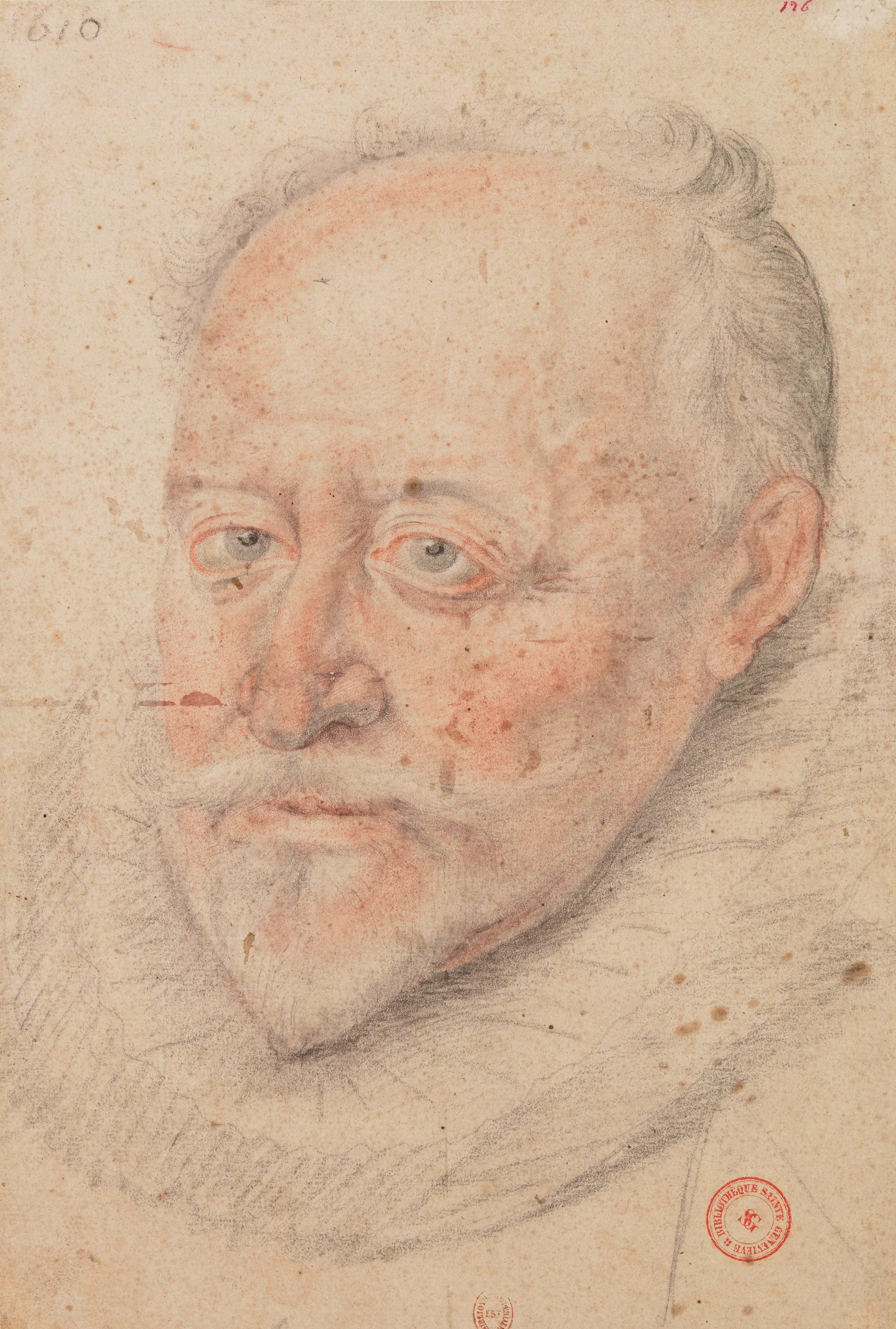
Henri Ier, duc de Montmorency, Paris, BnF, département des estampes, 1610.

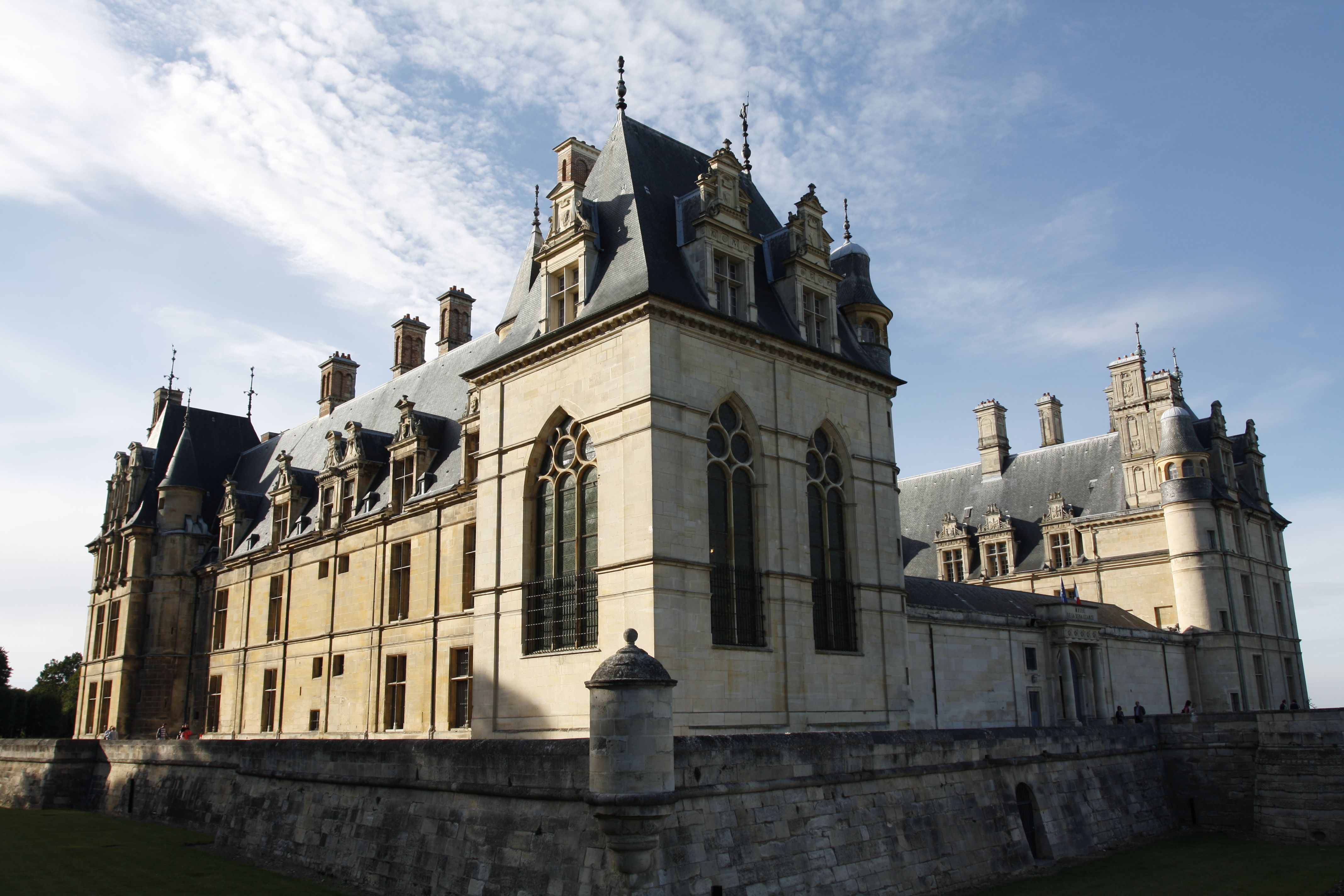
Le château d'Écouen, résidence principale des Ducs de Montmorency.

Seigneur de Damville à sa naissance au château de Chantilly, fait sa première campagne en Lorraine, en 1552. Il commande ensuite la cavalerie à l'armée de Piémont, prit Louis Ier de Bourbon-Condé à la bataille de Dreux en 1562.
Il est gouverneur du Languedoc en 1563. En 1561, selon Hilarion de Coste, il accompagne Marie Stuart à son retour en Écosse.
Combattant dans le camp des catholiques durant les guerres de Religion, il est fait maréchal de France en 1567. Il se distingue à la Bataille de Saint-Denis en 1567.
De 1567 à 1580, il succède à son père, Anne de Montmorency, en tant que gouverneur de Caen. Au début des guerres de religion, il se démarque de ses frères par sa proximité avec les Guise et l'Espagne. Il se brouille à plusieurs reprises à ce sujet avec son frère aîné François de Montmorency, mais appelé à devenir son héritier, il se réconcilie avec lui.
Après le massacre de la Saint-Barthélemy et devant la mainmise du pouvoir par le parti ultra-catholique, il se rapproche politiquement, et conjointement avec ses frères, des protestants. Après l'arrestation de François de Montmorency le 5 mai 1574, il fait alliance avec les protestants du Languedoc. Il est protégé par sa garde albanaise. Lorsque le roi Henri III demande sa soumission, il refuse, et prend l’offensive : prise de Saint-Gilles, Aigues-Mortes (12 janvier 1574).
En 1576, il rejoint le parti du roi, contre la promesse d’obtenir le marquisat de Saluces en Italie. Montpellier se soulève alors contre cette trahison, et il l’assiège en 1576-1577. En 1578, il obtient la capitulation de Beaucaire et reçoit la reine-mère Catherine de Médicis à Toulouse.
À la mort de son frère François en 1579, il devient duc de Montmorency, comte de Dammartin et d'Alais, baron de Châteaubriant, seigneur de Chantilly et d'Écouen. Par méfiance du roi, il reste éloigné de la cour de France et continue de résider en Languedoc où il fait construire son château de la Grange-des-Prés à Pézenas.
Plus tard, il devient l'un des chefs du parti des Politiques, opposé à la Ligue et à l'influence espagnole. Il combat ainsi avec le protestant Henri de Navarre. Selon André Joubert, la conduite d'Henri Ier de Montmorency avait été brillante pendant le combat de Craon où il fit des prodiges de valeur.
« Je vey fuir tous les plus grands Entre lesquelz Monsieur Danville, Auparavant des plus mordans, A ce camp fust le plus habille; Sy on eust peu prendre la ville En courant, il estoit dedans. Il nest que daller.
Michel Luette, Pique-mouches, 1592 »
Devenu roi sous le nom d'Henri IV, celui-ci le nomme connétable de France en 1593.

## Descendance

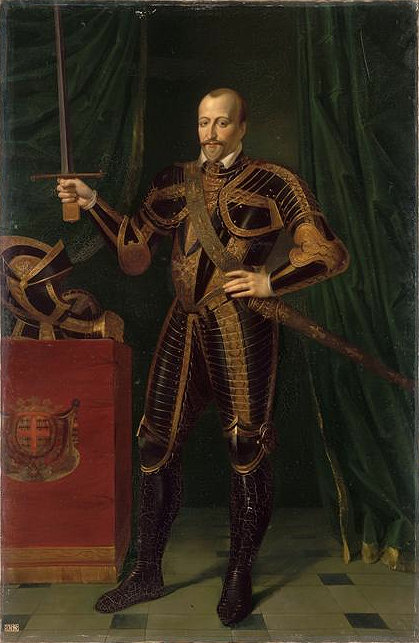
Henri Ier, duc de Montmorency, connétable de France (1534-1614), Louis-Jules Étex (Paris, 1810 ; Paris, 1889), 1835. Copie, d'après un original jadis dans la collection Montmorency, commandé par pour le musée historique de Versailles en 1834.

En 1558, au château d'Écouen (Val-d'Oise), il épouse, âgé de vingt-quatre ans, Antoinette de La Marck (1542-1591), fille de Robert IV, maréchal de France, duc de Bouillon. Ils eurent quatre enfants :
- Charlotte (v. 1571-1636), mariée à Charles de Valois, duc d'Angoulême ;
- Hercule (1572-1593), comte d'Ostremont ;
- Marguerite (1577-1660), épouse en 1593, Anne de Lévis ;
- Henri (1581-1583).

En 1593, à Agde, il se remarie, âgé de cinquante-neuf ans, avec Louise de Budos, âgée de dix-huit ans (1575-1598). Ils eurent deux enfants :
- Charlotte-Marguerite (1594-1650), mariée en 1609 à Henri II, prince de Condé ;
- Henri II (1595-1632).

En 1601, à Beaucaire, il se remarie, âgé de soixante-sept ans, avec Laurence de Clermont-Montoison, âgée de trente ans (1571-1654). L'union n'est pas heureuse, le duc  ne réussit pas à obtenir la nullité du mariage, et relègue son épouse dans des résidences successives. Ils n'eurent pas d'enfant.
De Catherine de Guilhem de Chastelet, dame de Richery, il eut trois fils naturels dont :
- Annibal de Montmorency (vers 1590-1639), seigneur de Mons et de Mélouset, tué à Leucate le 29 septembre 1639.